# Jack Kesy

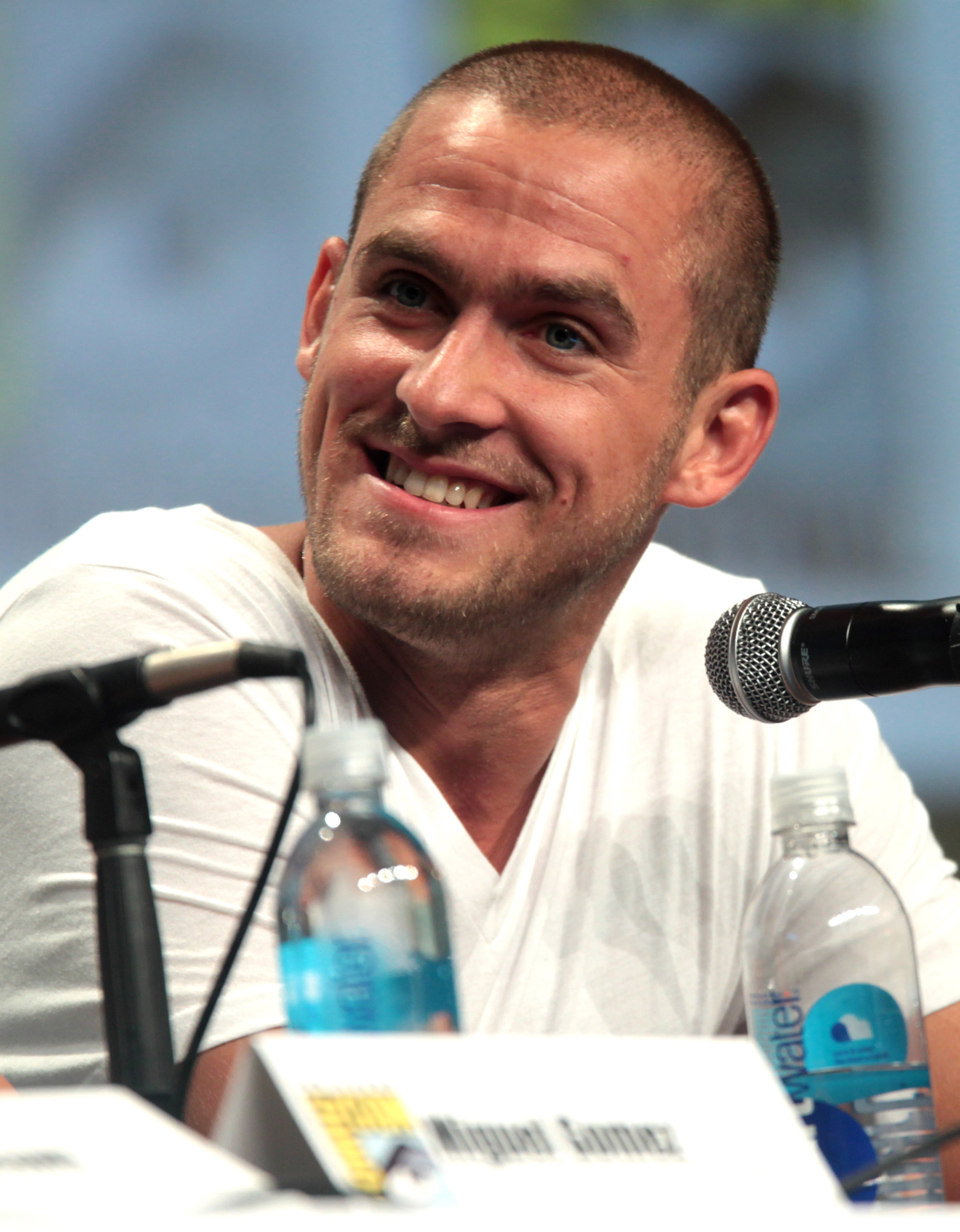
Jack Kesy auf der San Diego Comic-Con International 2014

Jack Kesy (* 27. August 1986 in New York City, New York als Jacek Kesey) ist ein US-amerikanischer Schauspieler polnischer Abstammung. Bekanntheit erlangte er vor allem durch die Rollen des Gabriel Bolivar aus der Serie The Strain und als Black Tom Cassidy aus dem Film Deadpool 2.

## Leben und Karriere
Jack Kesy wurde als Sohn polnischer Migranten in New York City geboren, weshalb Polnisch auch seine Muttersprache ist. Seine Kindheit verbrachte er auch außerhalb der USA, etwa in Deutschland und Italien. Eine Zeit lang diente er im United States Marine Corps und zog anschließend nach London, um dort an der Guildhall School of Music and Drama Theater zu studieren. Am Theater sammelte er auch seine ersten Schauspielerfahrungen.
Vor der Kamera war er erstmals 2009 als Zoran im Kurzfilm Emina zu sehen. In der Folge übernahm er häufig in Low-Budget- und  Actionfilmen kleine Nebenrollen, etwa in 8:46, Morgan, Recruiter, Grand Street, The Throwaways oder im Thriller Shut In.
Größere Bekanntheit erlangte er dann durch die Rolle des Gabriel Bolivar aus der Serie The Strain, den er zwischen 2014 und 2016 darstellte. Ein Jahr darauf, 2017, folgte als Roller Husser eine Hauptrolle in Claws. Dazu kommen Gastauftritte, wie etwa in Ray Donovan und The Alienist – Die Einkreisung. 2018 war Kesy in den Filmen Operation: 12 Strong, Death Wish und Deadpool 2 zu sehen. Durch diese Rolle wurde er einem internationalen Publikum vorgestellt.
Kesy ist seit seiner Jugend begeisterter Tennisspieler und Boxer. Neben seiner Muttersprache Polnisch spricht er auch Englisch und Deutsch.

## Filmografie (Auswahl)
- 2009: Enima (Kurzfilm)
- 2011: Yelling To The Sky
- 2011: 8:46
- 2012: Morgan
- 2012: Recruiter
- 2013: Empire Gypsy
- 2014: Grand Street
- 2014–2016: The Strain (Fernsehserie, 29 Episoden)
- 2015: The Throwaways
- 2015: Shut In
- 2015: Tomato Soup
- 2016: Ray Donovan (Fernsehserie, Episode 4x10)
- 2017: Hot Summer Nights
- 2017: Baywatch
- 2017: Juggernaut
- 2017: Blood Brother
- 2017–2019: Claws (Fernsehserie, 30 Episoden)
- 2018: Operation: 12 Strong
- 2018: The Alienist – Die Einkreisung (The Alienist, Fernsehserie, Episode 1x01)
- 2018: Death Wish
- 2018: Deadpool 2
- 2019: Peel
- 2020: Deputy – Einsatz Los Angeles (Deputy, Fernsehserie, Episode 1x02)
- 2020: The Outpost – Überleben ist alles (The Outpost)
- 2020: Mosquito State
- 2021: Dark Web: Cicada 3301
- 2021: Tom Clancy’s Gnadenlos (Tom Clancy's Without Remorse)
- 2024: Hellboy: The Crooked Man
- 2025: The Pickup